# Oburoni
Oborɔnyi es la denominación de lengua akán (más específicamente, fante) para los extranjeros o, coloquialmente, para los blancos. En un sentido amplio se refiere a cualquier persona de tono de piel más claro que un ghanés promedio: americanos, asiáticos, europeos o medio orientales. Incluso a veces, los afroamericanos, o los africanos que vivieron muchos años fuera de sus países de origen también pueden ser llamados oborɔnyi. En cambio, el que es nativo de Ghana es llamado obibinyi.

## Etimología
Proviene del fante bor 'más allá del horizonte' y -nyi, sufijo que indica persona. Por lo tanto, «persona que viene de más allá del horizonte». La forma plural es aborɔfo. Aparte del fante, tiene un uso predominante muchas otras lenguas akánicas, como el asante twi y el akuapem twi.

## Equivalentes
Equivalentes en otras culturas de África:
- En África central y occidental, entre los hablantes de mandé, wólof y los africanos francófonos, el nombre de una persona de ascendencia europea es toubab o tubabu.
- Entre los yorubas, y posteriormente en el habla informal en varios otros idiomas en Nigeria, la palabra utilizada para una persona blanca es oyinbo.
- En el Congo, mundele
- En África meridional y oriental, mzungu
- Bature, baturiya (idioma hausa)
- Entre los dagbanis y otros grupos gur del norte de Ghana, gbampielli, pielli o silimingan
- Nasaara (préstamo árabe que literalmente significa 'cristiano')